# Changshas tunnelbana
Changshas tunnelbana (kinesiska: 长沙地铁;, pinyin Chángshā dìtiě)är ett tunnelbanesystem i Changsha, huvudstad i Hunan-provinsen i Kina. Det består i januari 2022 av 5 linjer med en total längd av 142 kilometer. En 30 kilometer lång sträcka av linje 6 skulle enligt en uppgift från  2020  komma i trafik 2021. Den första linjen kom i trafik 2014 och gjorde Changsa till den 14:e staden i Kina med tunnelbana.